# Veloroides flavescens
Veloroides flavescens är en skalbaggsart som beskrevs av Stefan von Breuning 1956. Veloroides flavescens ingår i släktet Veloroides och familjen långhorningar.
Artens utbredningsområde är Filippinerna. Inga underarter finns listade i Catalogue of Life.